# Сладков, Николай Иванович
Николай Иванович Сладко́в (1920 — 1996) — русский советский писатель, автор более 60 книг о природе, военный топограф. Член КПСС с 1952 года.

## Биография
Родился 5 января 1920 года в Москве, но с 1928 года жил в Ленинграде, Детском селе (бывш.Царское село, ныне город Пушкин) и вновь в Ленинграде. С детства любил природу. Со второго класса начал вести дневник, куда вписывал свои первые впечатления и наблюдения. В молодости увлекался охотой, однако впоследствии отказался от этого занятия, считая спортивную охоту варварством. Вместо неё стал заниматься фотоохотой.
После школы поступил в Гидрографический институт Главсевморпути. Во время Великой Отечественной войны добровольцем ушёл в армию, служил военным топографом на Закавказском фронте. В 1944 г. служил в советских войсках в Иране, чем воспользовался для поиска туранского тигра в провинциях Гилян и Мазендаран. В мирное время сохранил ту же специальность. Уволен в запас в 1957 году.  Семья: жена, двое детей.

## Деятельность
Начал писать благодаря встрече с Виталием Бианки, который дал ему совет принимать свои писательские опыты всерьёз. Первую книгу «Серебряный хвост» написал в 1953 г. Член Союза писателей с 1958 года. Всего написал более 60 книг. Вместе с Виталием Бианки выпускал радиопередачу «Вести из леса». Много путешествовал, как правило, в одиночку, эти путешествия отражены в книгах. Много писал о необходимости защиты природы, охраны исчезающих видов, воспитания бережного отношения к природе.
Основные направления творчества Сладкова — лирико-философское, приключенческо-познавательное.
Произведения Сладкова — лирико-философские дневники впечатлений, встреч, открытий, знакомств. Они направлены на развитие внутреннего диалога и формирование доброго отношения юного читателя к природе.
Многократно выступал против практики содержания диких животных в неволе (в том числе в зоопарках), утверждая, что жизнь таких животных не является полноценной.
В своих воспоминаниях Даниил Гранин писал о том, что Николай Сладков был похож на тон своих рассказов. Человек немного не от мира сего, постоянно стремящийся отойти в сторону или углубиться в себя.

В писательской среде Сладков держался особняком, молчаливо. Он вёл себя как в лесу, где тоже старался не потревожить природной жизни. Он почти никогда не выступал, не мельтешил на собраниях, встречах, вечерах. Это была не его стихия. Он был из леса, из полей, из мира птиц, насекомых, рыб, зайцев, лис и прочей живности. «Вместо травы ― асфальт, вместо деревьев ― стены, вместо синего неба над головой ― дым и муть. Скрежет машин вместо пения птиц, гул толпы вместо лесной тишины, топот ног вместо плеска волн. Городское бесприродное детство». Так писал Сладков в своих заметках.— Даниил Гранин, Памяти Николая Сладкова (2000)
Природа и, особенно, лесной мир для Николая Сладкова — постоянный повод для углубления в себя и начало длинного внутреннего диалога, уводящего от суеты, дыма и пустой жизни современного города. Ключ к коротким рассказам Сладкова — это его записные книжки и писательский дневник, избранные места из которого были изданы уже после его смерти, к 80-летию со дня рождения. «Ходишь по давным-давно знакомым тебе местам ― и словно везде сам себя встречаешь: и тут ты, и там, и там. И всё, что вокруг, давно твоё и всюду ты, ты и ты».
Умер Николай Сладков 25 или 28 июня 1996 года в больнице, в Новгородской области, где постоянно жил в теплое время года, купив дом в деревне Ерзовка. Похоронен в Санкт-Петербурге на Волковском кладбище.

## Избранная библиография
Выделены произведения, входящие в трехтомное собрание сочинений Н. И. Сладкова, изданное в 1987—1988 годах издательством «Детская литература»:
- «Серебряный хвост», 1953.
- «Безымянной тропой», 1956.
- «Краешком глаза», 1960.
- «За птичьими голосами», 1961
- «Планета чудес», 1963.
- «В лесах счастливой охоты», 1964, 1969
- «Под шапкой-невидимкой», 1968. Многократно переиздавалась.
- «Земля солнечного огня», 1970
- «Земля над облаками», 1972
- «Миомбо». Книга об Африке, 1976.
- «Смелый фотоохотник», 1977
- «Свист диких крыльев» , 1977.
- «Капли Солнца», сборник рассказов, объединяющий несколько сборников названных выше и новый, 1978.
- «Осиновый невидимка», 1979.
- «За пером синей птицы», 1981
- «Белые тигры». Книга об Индии, 1981
- «Дети радуги», 1981
- «В лес по загадки», 1983.
- «Иду я по лесу», 1983
- «Разноцветная земля», 1984.
- «Азбука леса», 1986
- «Весенние радости», 1991

Написал множество рассказов, в том числе для детей.

## Награды и премии
- Государственная премия РСФСР имени Н. К. Крупской (1976) — за книгу «Подводная газета»
- орден «Знак Почёта»
- медаль «За боевые заслуги» (19.11.1951) — за выслугу лет

## Случаи в путешествиях
В книгe «Свист диких крыльев» описан ряд необычных событий, случившихся с Н. Сладковым во время путешествий:
- Планируя проплыть реку Или вниз по течению, Сладков в первый же день путешествия лишился байдарки. Тогда он проплыл часть реки до Балхаша вплавь на спине, поместив под голову надувную подушку и сложив имущество и припасы на резиновый плотик, привязанный к ноге.
- В поисках снежного барса в горном массиве Эльбурс Сладков поднялся на гору, забрался на горный карниз и обрушил каменную глыбу. Глыба разрушила участок карниза, и Сладков оказался заблокирован на карнизе, где находилось гнездо беркутов. 9 дней он прожил на этом карнизе, питаясь частью добычи, которую орлы приносили птенцам. Затем спустился, использовав для этого ветки, из которых состояло гнездо.
- Во время пребывания Сладкова в Талышских горах на территории Азербайджана произошёл ряд ночных нападений на жителей местных деревень. Местные жители приписывали нападения некому «адам-джанавару», что в переводе с местного языка означало «человеко-зверь»[14] (оборотень). Исходя из того, что при нападениях молчали собаки, Сладков предположил, что нападения совершает леопард (леопард активно охотится на собак, и собаки его боятся, при этом леопард при нападении не ревет, в отличие от тигра). Предположение подтвердилось, когда леопарда случайно убил солдат.